# Стефан Дубајић
Стефан Дубајић (Далмација, 18. век - Врлика, 1834) је био игуман, настојник Манастира Драговић (1807-1810) и вођа устанка против Француза, а у корист Аустроугрске.
Устанак је захватио Далмацију од Зрмање до Цетине. Дубајић је био на челу устанка у Врличкој Крајини. С њим у устанку је био Марко Вучениловић Борчило и више православних свештеника. На захтев маршала Мармона, бивши босански епископ Венедикт Краљевић утиче на православне свештенике и народ да се устанак смири. Код Манастира Драговић, гдје је устанак био најжешћи, Краљевић тражи од Дубајића и Вучениловића да прекину са устанком, али они то нису прихватили.
Епископ их је казнио најтежом црквеном казном - проклетством. Даје циркулар са текстом проклетства, са налогом да се исти саопштава са светог олтара свих цркава. Клетва је на тај начин деловала, па је устанак почео попуштати. Дубајић одлази испред Француза у Беч, гдје од владе добија 300 форинти пензије. Након Наполеоновог пада, игуман Дубајић, именован је за војног капелана. Касније живио и умро у Врлици у манастирској ћелији.

## Извори
1. ↑  Radojčić, Jovan S. (2009), Srbi zapadno od Dunava i Drine: biografije. 1: A - Z, Prometej, ISBN 978-86-515-0315-6